# Staraïa Koupavna
Staraïa Koupavna (en russe : Старая Купавна) est une ville de l'oblast de Moscou, en Russie, dans le raïon de Noguinsk. Sa population s'élevait à 22 027 habitants en 2014.

## Géographie
Staraïa Koupavna est située sur la rive gauche la rivière Chalovka, un affluent de la Kliazma, à 23 km à l'est de Moscou.

## Histoire
La première mention du village de Koupavna date du XIVe siècle. Koupavna accéda au statut de commune urbaine en 1931. Elle a le statut de ville depuis 2004.

## Population
Recensements (*) ou estimations de la population
| 1939*  | 1959*  | 1970*  | 1979*  | 1989*  |
| ------ | ------ | ------ | ------ | ------ |
| 14 688 | 17 906 | 22 220 | 24 337 | 25 052 |

| 2002*  | 2010*  | 2012   | 2013   | 2014   |
| ------ | ------ | ------ | ------ | ------ |
| 21 433 | 21 811 | 21 912 | 21 954 | 22 027 |

## Économie
Les principales entreprises de Staraïa Koupavna sont :
- OAO Tekstilnaïa Firma Koupavna (ЗАО "Текстильная фирма 'Купавна') : filés de laine, tissus de laine, etc.
- OAO Khimfarmakombinat Akrikhine (ОАО Химфармакомбинат 'Акрихин') : médicaments.